# Tillandsia ultima
Espèce
Classification phylogénétique
Tillandsia ultima L.B.Sm. est une espèce de plantes à fleurs de la famille des Bromeliaceae endémique de Colombie.
L'épithète ultima, signifiant « la plus lointaine, la dernière », se rapporte à l'habitat de la plante trouvée en altitude à la limite des arbres.

## Protologue et Type nomenclatural
Tillandsia ultima L.B.Sm., in Contr. U.S. Natl. Herb. 29: 442, fig. 45c-e (1951)
Diagnose originale :
« A T. compacta Grisebach, cui affinis, omnibus, partibus majoribus, foliis valde acutioribus differt. »
Type :
- leg. M.B. & R. Foster & E. Smith, no 1460, 1946-08-19 ; « in the last line of trees on the mountain-side above Aduriameina, Sierra Nevada de Santa Marta, Department of Magdalena, Colombia, altitude 3,000 meters »[1] ; Holotypus GH (Gray Herbarium) (GH 29463)
- leg. M.B. & R. Foster & E. Smith, no 1460, 1946-08-19 ; « Colombia. Magdalena: above Aduriameina, Sierra Nevada de Santa Marta. 10,000 ft. [3 048 m] » ; Isotypus US National Herbarium (US 00091131)

## Synonymie
(aucune)

## Écologie et habitat
- Typologie : plante herbacée en rosette, monocarpique, vivace par ses rejets latéraux ; plante mal connue sans doute épiphyte[2].
- Habitat : lisière de forêt d'altitude[1].
- Altitude : 3 000 m[1].

## Distribution
- Amérique du Sud :
  -  Colombie
    - Magdalena[1]

## Comportement en culture
Tillandsia ultima L.B.Sm. est une plante mal connue qui ne semble pas avoir été introduite en culture.